# Wulangmiaoxiang (ort i Kina, Shaanxi, lat 33,19, long 107,31)
Wulangmiaoxiang är en ort i Kina. Den ligger i provinsen Shaanxi, i den nordvästra delen av landet, omkring 190 kilometer sydväst om provinshuvudstaden Xi'an. Antalet invånare är 11 814. Befolkningen består av 5 743 kvinnor och 6 071 män. Barn under 15 år utgör 15,0 %, vuxna 15-64 år 75 %, och äldre över 65 år 9,0 %.
Runt Wulangmiaoxiang är det ganska tätbefolkat, med 207 invånare per kvadratkilometer. Närmaste större samhälle är Chenggu Xian, 3,9 km söder om Wulangmiaoxiang. Trakten runt Wulangmiaoxiang består till största delen av jordbruksmark.
Genomsnittlig årsnederbörd är 1 044 millimeter. Den regnigaste månaden är juli, med i genomsnitt 226 mm nederbörd, och den torraste är december, med 2 mm nederbörd.